# Podgórze (powiat ostrowiecki)
Podgórze – wieś w Polsce położona w województwie świętokrzyskim, w powiecie ostrowieckim, w gminie Ćmielów.
W latach 1975–1998 miejscowość należała administracyjnie do województwa tarnobrzeskiego.
Wieś jest siedzibą rzymskokatolickiej parafii św. Rozalii.